# نهر ساناغا
نهر ساناغا (بالألماني سابقًا: Zannaga) هو أكبر نهر في الكاميرون ويقع في المنطقة الشرقية والمنطقة الوسطى والمنطقة الساحلية. يبلغ طوله حوالي 603 كيلومتر (375 ميل) من التقاء نهر دجيرم ونهر لوم. يبلغ إجمالي طول نظام نهر ساناغا-دجيرم حوالي 1067.5 كم (663.3 ميل). دجيرم هو أطول منبع لنهر ساناغا ويبلغ طوله الإجمالي 464.5 كم.

## المسار
ينبع نهر ساناغا من هضبة أداماوا. يتكون من التقاء نهر دجيرم ونهر لوم في شمال المنطقة الشرقية. يبلغ إجمالي طول نهر دجيرم 464.5 كم (288.6 ميل) ويبلغ إجمالي طول نهر لوم 424.2 كم (263.6 ميل). بصرف النظر عن تلك الأنهار الناشئة، فإن أكبر رافد لساناغا هو نهر مبام بطول إجمالي يبلغ 548 كم (341 ميل).